# 王合内
王合内（1912年—2000年），女，法裔華人雕塑家，曾任中国美术家协会理事。

## 家庭
丈夫王临乙。